# Sibon nebulatus
Sibon nebulatus är en ormart som beskrevs av Carl von Linné 1758. Sibon nebulatus ingår i släktet Sibon och familjen snokar. Inga underarter finns listade i Catalogue of Life.
Denna orm förekommer i Amerika i en mer eller mindre bred landremsa längs haven från östra och västra Mexiko över Centralamerika till Ecuador, regionen Guyana och nordöstra Brasilien. Arten lever i låglandet och i bergstrakter upp till 2400 meter över havet. Habitatet varierar mellan regnskogar, andra städsegröna skogar, molnskogar och lövfällande skogar. Individerna hittas ofta nära vattendrag. De besöker även odlingsmark. Födan utgörs av snäckor och sniglar. Honor lägger ägg.
Beståndet hotas regionalt av skogsröjningar. Hela populationen anses vara stabil. IUCN listar arten som livskraftig (LC).